# Terapia familiare
La terapia familiare è un modello di intervento psicoterapeutico che deriva dal meta-modello raggruppato nelle cosiddette teorie sistemico-relazionali, che ha sviluppato concetti e pratiche nuove sul significato del disagio e dei sintomi psichici espressi dagli individui. Esistono modelli di intervento familiare anche di derivazione psicoanalitica, particolarmente sviluppati in Inghilterra (Tavistock Clinic), Francia (Kaes e altri), ed Argentina, che hanno preso particolare ispirazione, fra l'altro, dai modelli psicoanalitici di funzionamento dei gruppi (Wilfred Bion, S. H. Foulkes e altri) e dei gruppi familiari (Donald Meltzer e Martha Harris).
Questo modello di intervento si è affermato a partire dagli anni cinquanta negli Stati Uniti prima e nell'Europa successivamente, diffondendosi in poco tempo. Inizialmente era rivolto alle famiglie di pazienti schizofrenici: molti terapeuti ritenevano infatti non soddisfacenti i risultati ottenuti attraverso la classica psicoterapia individuale o la psichiatria. La terapia familiare sposta la sua attenzione dal membro "malato" della famiglia a tutti i suoi componenti, rilevando come questi ultimi influenzino il comportamento del membro "malato". A Milano la terapia familiare sistemica nasce da un équipe di psicoanalisti guidati da Mara Selvini Palazzoli e si rivolge anche alle famiglie con pazienti anoressiche. Successivamente il modello di Milano, noto in tutto il mondo come Milan Approach, si ispira all'antropologia di Gregory Bateson e a nuovi modelli epistemologici noti come teoria della complessità.

## Modelli di terapia familiare

### Modello sistemico-relazionale
Secondo l'approccio sistemico-relazionale i sintomi e il disagio del singolo individuo sono il risultato di un intersecarsi complesso tra esperienza soggettiva, qualità delle relazioni interpersonali più significative e capacità cognitive di autovalutazione della propria situazione. I concetti di base derivano dalla teoria dei sistemi e dalla cibernetica: ad esempio, tra i molti altri, quello di "sistema" e quello di "causalità circolare".
Nell'ottica della definizione del "ciclo vitale della famiglia", termine coniato attorno agli anni quaranta, si presuppone nell'evoluzione del sistema familiare l'incontro con alcuni "eventi nodali" che, attraverso la disorganizzazione-riorganizzazione del sistema stesso, implicano il superamento di alcuni compiti di sviluppo, permettendo così il passaggio ad una fase successiva.
Gli eventi vengono suddivisi in paranormativi e normativi.
I primi riguardano tutto ciò che nel ciclo vitale, dalla nascita alla morte, può capitare ad una famiglia ma non può essere previsto (morte di un figlio, incidente, etc.); i secondi rappresentano tutti quegli eventi che invece possono essere previsti.
La Duvall propone una scansione del ciclo vitale in otto stadi, in cui gli eventi nodali sono preceduti dall'acquisizione o dalla perdita di membri familiari.
L'evoluzione del sistema familiare trova la sua comprensione nell'arco almeno di tre generazioni.
I sintomi di una persona, oltre ad esprimere in maniera metaforica il conflitto psichico soggettivo, acquisiscono una funzione precisa all'interno del sistema relazionale in cui emergono.
La famiglia, intesa come il sistema vivente di riferimento principale nell'esperienza emotiva di una persona, è il primo contesto esperienziale all'interno del quale i sintomi assumono una funzione precisa per il funzionamento relazionale del gruppo di persone che ne fanno parte.
I conflitti che tendono a disgregare il sistema-famiglia creano una tensione emotiva che di solito viene vissuta in termini drammatici dal soggetto portatore del sintomo; egli si fa carico, attraverso la manifestazione dei sintomi, di distogliere i membri della famiglia dall'affrontare in modo manifesto le proprie difficoltà di relazione, accentrando l'attenzione su di sé.
Il sintomo ha quindi una doppia valenza: segnala alla famiglia l'esistenza di un disagio e, nello stesso tempo, rende innocuo il suo potere distruttivo, accentrando su di sé tutte le preoccupazioni degli altri membri.
La terapia familiare interviene attraverso varie tecniche di lavoro sulle famiglie, operando su 4 livelli principali di osservazione:
- la storia trigenerazionale della famiglia (nonni-genitori-figli);
- l'organizzazione relazionale e comunicativa attuale della famiglia;
- la funzione del sintomo del singolo individuo nell'equilibrio della famiglia;
- la fase del ciclo vitale della famiglia in cui si presenta il sintomo del singolo (ciclo vitale: rappresenta una tappa delle varie fasi evolutive attraversate da un sistema-famiglia; si parla, ad esempio dell'uscita da casa dei figli a seguito del matrimonio, del decesso di un genitore o della nascita di un figlio, etc.; questi eventi costringono il sistema a riorganizzarsi, e quindi ad evolvere verso nuovi assetti relazionali).

Le tecniche, attraverso l'utilizzo di compiti ("homeworks") da attuare sia nelle sedute terapeutiche che a casa, si articolano intorno alle problematiche dei ruoli, della gerarchia, delle alleanze, e della qualità della comunicazione.
Il Milan Approach (Luigi Boscolo e Gianfranco Cecchin) è noto soprattutto per avere codificato forme di conversazione con la famiglia attraverso la formulazione di domande circolari e riflessive, successivamente si sviluppano nuove pratiche terapeutiche ispirate a Bateson, come la Terapia narrativa di Michael White e David Epston (in Australia), con riferimento al pensiero di Michel Foucault e il Reflecting Team di Tom Andersen (in Norvegia).

### Modello psicoanalitico
Secondo l'approccio psicoanalitico, la famiglia è un particolare tipo di gruppo in cui, come nei gruppi in generale, ostacoli al funzionamento possono derivare da conflitti fra le funzioni, i compiti e i ruoli dei vari membri (il "Gruppo di Lavoro", nella concettualizzazione di Bion), e le dinamiche e pulsioni sottostanti non coscienti (i cosiddetti "Assunti di Base", o A.d.B.).
Nella famiglia, in particolare, assumono importanza nel creare disfunzioni e disturbi le confusioni fra ruoli e funzioni adulte e infantili (ad esempio la funzione di un padre assente assunta impropriamente da un figlio maschio che, facendo un salto generazionale, diventa il marito-figlio della madre; oppure un figlio che addirittura vuole insegnare ai propri genitori come essere genitori, eseguendo un doppio salto generazionale andando a ricoprire il ruolo proprio dei nonni).
L'intervento tende a diminuire le confusioni e a favorire la maturazione di funzioni genitoriali distinte dalle componenti infantili, per ricostituire un contenimento sufficiente che riduca gli ostacoli e faciliti l'evoluzione del gruppo-famiglia e dei suoi membri.

### Modello strutturale
L'approccio strutturale, promosso e sviluppato da Salvador Minuchin (e in Italia sviluppato da Maurizio Andolfi), si focalizza principalmente sul concetto di "distribuzione del potere" interno ad ogni sistema-famiglia. Privilegia la ristrutturazione dell'intero sistema attraverso la ricerca di condivisione di obiettivi, da attuarsi mediante una cooperazione tra tutti i membri della famiglia. Per Minuchin il sistema-famiglia è definito come: [...] l'invisibile insieme di richieste funzionali che determina i modi in cui i componenti della famiglia interagiscono.

### Modello boweniano
Questo approccio, sviluppato da Murray Bowen, è noto soprattutto per aver fatto del genogramma familiare lo strumento principale di comprensione delle dinamiche familiari. Bowen lavora prevalentemente sulla necessità di differenziare il più possibile i singoli membri del sistema-famiglia. Secondo Bowen, infatti, le principali cause di comportamenti distonici all'interno di una famiglia derivano dalla mancata realizzazione del cosiddetto "svincolo" di uno o più membri. Una delle tecniche messe a punto da Bowen consiste nell'individuare un singolo membro della famiglia, con lo scopo che questi possa cambiare le "regole" familiari fino a quel momento adottate.